# Touolba
La Touolba (en russe : Туолба) est une rivière de Russie qui coule en République de Sakha, en Sibérie orientale. C'est un affluent de la Léna en rive droite. 

## Géographie
La Touolba a une longueur de 395 kilomètres. Son bassin versant a une superficie de 15 800 km2 (surface de taille légèrement inférieure à celle du Swaziland).
Son débit moyen à l'embouchure est de 65 m3/s. 
La Touolba prend naissance dans la partie nord-ouest du plateau de l'Aldan (Aldanskoïe nagorie - Алданское нагорье), une cinquantaine de kilomètres au nord des sources de l'Amga, dans une zone de taïga presque tout à fait dépeuplée. La rivière coule sur ce plateau globalement en direction du nord-est. Elle finit ainsi par confluer avec la Léna en rive droite, environ 350 kilomètres en amont de Iakoutsk.
La rivière est prise par les glaces dès la mi-octobre. Elle reste gelée jusqu'à la mi-mai.
Comme la plupart des rivières du Sakha, le bassin versant de la Touolba repose totalement sur un manteau de sol gelé en permanence ou pergélisol.

## Hydrométrie - Les débits mensuels à Alekseevka
Le débit de la Touolba a été observé pendant 59 ans (années 1936 - 1999) à la station hydrométrique d'Alekseevka située à 43 kilomètres en amont du confluent avec la Léna, à une altitude de 147 mètres. 
Le débit annuel moyen ou module observé à cette station sur cette période était de 63,2 m3/s pour une surface étudiée de 14 400 km2, soit 91 % de la surface totale du bassin versant de la rivière qui compte 15 800 km2. La lame d'eau d'écoulement annuel dans ce bassin se montait de ce fait à 138 millimètres, ce qui correspond aux valeurs généralement observées sur les autres cours d'eau de la région.
La Touolba est alimentée en grande partie par la fonte des neiges, mais aussi par les pluies de l'été et de l'automne. Son régime est de ce fait nivo-pluvial. 
Les hautes eaux se déroulent au printemps, en mai surtout et aussi en juin, ce qui correspond au dégel. De juin à août, le débit baisse fortement, puis un net rebond de moyenne ampleur, a lieu au mois de septembre, lié aux précipitations automnales ainsi qu'à la moindre évaporation en cette saison.
À partir du mois d'octobre, le débit de la rivière chute à nouveau, ce qui mène directement à la période des basses eaux ou étiage annuel. Celui-ci a lieu de novembre au début du mois de mai et est lié à l'intense hiver iakoute. 
Le débit moyen mensuel observé en mars (minimum d'étiage) est de 4,54 m3/s, soit à peine plus de 1 % du débit moyen du mois de mai (398 m3/s), ce qui témoigne de l'importante amplitude des variations saisonnières, phénomène normal en Sibérie du nord-est. Et les écarts de débit mensuel peuvent être plus importants encore d'après les années : sur la durée d'observation de 59 ans, le débit mensuel minimal a été de 0,76 m3/s en mars 1966, tandis que le débit mensuel maximal s'élevait à 735 m3/s en mai 1959.
En ce qui concerne la période estivale, libre de glaces (de juin à septembre inclus), le débit minimal observé sur cette même période, a été de 8,58 m3/s en juillet 1948. 